# 易先良
易先良（1962年8月—），湖南衡阳人，中华人民共和国外交官，曾任中华人民共和国驻斯里兰卡民主社会主义共和国大使和中华人民共和国驻挪威王国特命全权大使。

## 生平
1988年，任首都钢铁公司法律顾问。1989年，任北京经济学院讲师。1991年，调入中华人民共和国外交部工作，先后在外交部条约法律司、驻荷兰大使馆任职。2003年，任驻荷兰大使馆参赞。2008年，任外交部条约法律司参赞。2010年，任外交部边界与海洋事务司副司长。2015年2月，出任中华人民共和国驻斯里兰卡大使。2017年，任外交部边界与海洋事务司司长。2019年7月，出任中华人民共和国驻挪威大使。2022年12月，自驻挪威大使离任。

## 家庭
已婚，有一女。